# Rasmus Bertelsen
 Der er for få eller ingen kildehenvisninger i denne artikel, hvilket er et problem. Du kan hjælpe ved at angive troværdige kilder til de påstande, som fremføres i artiklen.

Rasmus Bertelsen (1983) er en dansk fodboldtræner. I øjeblikket er han cheftræner for superligaklubben Randers FC. 
Rasmus Bertelsen startede sin trænerkarriere i hjembyen og barndomsklubben Lystrup IF. Siden blev han træner i Skovbakken IK, hvor han begyndte sin træneruddannelse. Og efter et kort ophold i Vejle Boldklub endte han i Randers Freja, hvor han har været siden 2009.
I Randers Freja nåede Rasmus Bertelsen at være ungdomstræner for både U15, U17 og U19. Her høstede han bl.a. to bronzemedaljer i Danmarksturneringen.
Derefter blev han tilknyttet Randers FC, hvor han under Michael Gravgaards ledelse blev ansat som First Team Coach 2017.
Og da daværende træner, Ricardo Moniz, blev afskediget i januar 2018, efter få måneders ansættelse, blev Rasmus Bertelsen ansat som midlertidig cheftræner.
Da Rasmus Bertelsen overtog, lå Randers FC sidst i Superligaen, men det lykkedes alligevel at sikre overlevelse efter et slutspil mod Lyngby og Helsingør.
Efter sæsonen blev Thomas Thomasberg hentet ind fra Hobro IK som ny permanent cheftræner, og Rasmus Bertelsen blev ansat som assistenttræner.
Det var han i hele Thomas Thomasbergs 5 årige periode som cheftræner i Randers FC, hvor det blev til både en pokaltitel og europæisk gruppespil i Conference League.

I foråret 2023 blev Thomas Thomasberg så hentet tilbage til sin tidligere arbejdsgiver FC Midtjylland, og Rasmus Bertelsen blev igen forfremmet til cheftræner. Denne gang på permanent basis.